# Karl Halb
Karl Halb (* 12. Februar 1888 in Mühlgraben; † 12. April 1942 ebenda) war ein österreichischer Landwirt und Politiker (Landbund). Halb war verheiratet und von 1922 bis 1923 Abgeordneter zum Burgenländischen Landtag für den Landbund.
Halb wurde als Sohn des Landwirts Franz Halb aus Mühlgraben geboren. Er absolvierte die Volksschule und war danach als Landwirt tätig. Halb wurde am 23. April 1922 zum Mitglied des Landesparteivorstandes und Obmann-Stellvertreter des Landesparteiobmanns des Landbundes im Burgenland gewählt und war von 1931 bis 1936 Kammerrat der Burgenländischen Landwirtschaftskammer. Halb vertrat den Landbund zwischen dem 15. Juli 1922 und dem 23. November 1923 im Burgenländischen Landtag. 